# Áo tại Thế vận hội
Áo đã tham dự tất cả các kỳ Thế vận hội hiện đại, trừ Thế vận hội Mùa hè 1920 mà nước này bị cấm góp mặt do vai trò của họ trong  Liên minh Trung tâm hồi Đệ nhất thế chiến.
Các vận động viên (VĐV) Áo đã giành tổng cộng 87 huy chương tại các kỳ Thế vận hội Mùa hè, và 232 huy chương tại Thế vận hội Mùa đông. Áo sở hữu nhiều huy chương trượt tuyết đổ đèo hơn bất kỳ quốc gia nào khác trên thế giới.
Ủy ban Olympic quốc gia Áo được thành lập năm 1908 và được công nhận năm 1912.

## Các kỳ vận hội đã tổ chức
Innsbruck là thành phố duy nhất của Áo từng tổ chức Thế vận hội. Thành phố này đã chứng kiến hai kỳ vận hội Mùa đông.
| Thế vận hội               | Thành phố chủ nhà | Thời gian              | Số nước tham dự | Lượng người tham gia | Số nội dung |
| ------------------------- | ----------------- | ---------------------- | --------------- | -------------------- | ----------- |
| Thế vận hội Mùa đông 1964 | Innsbruck         | 29 tháng 1 – 9 tháng 2 | 36              | 1,091                | 34          |
| Thế vận hội Mùa đông 1976 | Innsbruck         | 4 – 15 tháng 2         | 37              | 1,123                | 37          |

## Bảng huy chương
*Các kỳ vận hội tổ chức tại Áo nằm trong khung viền đỏ.
| Thế vận hội           | Số VĐV        | Vàng          | Bạc           | Đồng          | Tổng số       | Xếp thứ       |
| Athens 1896           | 3             | 2             | 1             | 2             | 5             | 7             |
| Paris 1900            | 13            | 0             | 3             | 3             | 6             | 15            |
| St. Louis 1904        | 2             | 0             | 0             | 1             | 1             | 10            |
| Luân Đôn 1908         | 7             | 0             | 0             | 1             | 1             | 19            |
| Stockholm 1912        | 85            | 0             | 2             | 2             | 4             | 17            |
| Antwerpen 1920        | không tham dự | không tham dự | không tham dự | không tham dự | không tham dự | không tham dự |
| Paris 1924            | 49            | 0             | 3             | 1             | 4             | 20            |
| Amsterdam 1928        | 73            | 2             | 0             | 1             | 3             | 18            |
| Los Angeles 1932      | 19            | 1             | 1             | 3             | 5             | 18            |
| Berlin 1936           | 234           | 4             | 6             | 3             | 13            | 11            |
| Luân Đôn 1948         | 144           | 1             | 0             | 3             | 4             | 21            |
| Helsinki 1952         | 112           | 0             | 1             | 1             | 2             | 32            |
| Melbourne 1956        | 29            | 0             | 0             | 2             | 2             | 34            |
| Roma 1960             | 103           | 1             | 1             | 0             | 2             | 18            |
| Tokyo 1964            | 56            | 0             | 0             | 0             | 0             | –             |
| Thành phố México 1968 | 43            | 0             | 2             | 2             | 4             | 32            |
| München 1972          | 111           | 0             | 1             | 2             | 3             | 31            |
| Montréal 1976         | 60            | 0             | 0             | 1             | 1             | 37            |
| Moskva 1980           | 82            | 1             | 2             | 1             | 4             | 21            |
| Los Angeles 1984      | 102           | 1             | 1             | 1             | 3             | 22            |
| Seoul 1988            | 73            | 1             | 0             | 0             | 1             | 29            |
| Barcelona 1992        | 102           | 0             | 2             | 0             | 2             | 41            |
| Atlanta 1996          | 72            | 0             | 1             | 2             | 3             | 57            |
| Sydney 2000           | 92            | 2             | 1             | 0             | 3             | 32            |
| Athens 2004           | 74            | 2             | 4             | 1             | 7             | 27            |
| Bắc Kinh 2008         | 72            | 0             | 1             | 2             | 3             | 61            |
| Luân Đôn 2012         | 70            | 0             | 0             | 0             | 0             | –             |
| Rio de Janeiro 2016   | 71            | 0             | 0             | 1             | 1             | 78            |
| Tokyo 2020            | chưa diễn ra  | chưa diễn ra  | chưa diễn ra  | chưa diễn ra  | chưa diễn ra  | chưa diễn ra  |
| Paris 2024            | chưa diễn ra  | chưa diễn ra  | chưa diễn ra  | chưa diễn ra  | chưa diễn ra  | chưa diễn ra  |
| Los Angeles 2028      | chưa diễn ra  | chưa diễn ra  | chưa diễn ra  | chưa diễn ra  | chưa diễn ra  | chưa diễn ra  |
| Tổng số               | Tổng số       | 18            | 33            | 36            | 87            | 41            |

| Thế vận hội                 | Số VĐV       | Vàng         | Bạc          | Đồng         | Tổng số      | Xếp thứ      |
| Chamonix 1924               | 4            | 2            | 1            | 0            | 3            | 3            |
| St. Moritz 1928             | 39           | 0            | 3            | 1            | 4            | 7            |
| Lake Placid 1932            | 7            | 1            | 1            | 0            | 2            | 6            |
| Garmisch-Partenkirchen 1936 | 60           | 1            | 1            | 2            | 4            | 6            |
| St. Moritz 1948             | 54           | 1            | 3            | 4            | 8            | 7            |
| Oslo 1952                   | 39           | 2            | 4            | 2            | 8            | 5            |
| Cortina d'Ampezzo 1956      | 60           | 4            | 3            | 4            | 11           | 2            |
| Squaw Valley 1960           | 26           | 1            | 2            | 3            | 6            | 9            |
| Innsbruck 1964              | 83           | 4            | 5            | 3            | 12           | 2            |
| Grenoble 1968               | 76           | 3            | 4            | 4            | 11           | 5            |
| Sapporo 1972                | 40           | 1            | 2            | 2            | 5            | 9            |
| Innsbruck 1976              | 77           | 2            | 2            | 2            | 6            | 7            |
| Lake Placid 1980            | 43           | 3            | 2            | 2            | 7            | 4            |
| Sarajevo 1984               | 65           | 0            | 0            | 1            | 1            | 17           |
| Calgary 1988                | 81           | 3            | 5            | 2            | 10           | 6            |
| Albertville 1992            | 58           | 6            | 7            | 8            | 21           | 4            |
| Lillehammer 1994            | 80           | 2            | 3            | 4            | 9            | 9            |
| Nagano 1998                 | 96           | 3            | 5            | 9            | 17           | 8            |
| Thành phố Salt Lake 2002    | 90           | 3            | 4            | 10           | 17           | 10           |
| Torino 2006                 | 73           | 9            | 7            | 7            | 23           | 3            |
| Vancouver 2010              | 80           | 4            | 6            | 6            | 16           | 9            |
| Sochi 2014                  | 130          | 4            | 8            | 5            | 17           | 9            |
| Pyeongchang 2018            | 105          | 5            | 3            | 6            | 14           | 10           |
| Bắc Kinh 2022               | chưa diễn ra | chưa diễn ra | chưa diễn ra | chưa diễn ra | chưa diễn ra | chưa diễn ra |
| Milano–Cortina 2026         | chưa diễn ra | chưa diễn ra | chưa diễn ra | chưa diễn ra | chưa diễn ra | chưa diễn ra |
| Tổng số                     | Tổng số      | 64           | 81           | 87           | 232          | 6            |

| Môn thể thao        | Vàng | Bạc | Đồng | Tổng số |
| ------------------- | ---- | --- | ---- | ------- |
| Canoeing            | 3    | 5   | 6    | 14      |
| Cử tạ               | 3    | 4   | 2    | 9       |
| Thuyền buồm         | 3    | 4   | 1    | 8       |
| Judo                | 2    | 2   | 1    | 5       |
| Bơi lội             | 1    | 6   | 5    | 12      |
| Bắn súng            | 1    | 2   | 5    | 8       |
| Điền kinh           | 1    | 2   | 4    | 7       |
| Đấu kiếm            | 1    | 1   | 5    | 7       |
| Đua ngựa            | 1    | 1   | 1    | 3       |
| Xe đạp              | 1    | 0   | 2    | 3       |
| Ba môn phối hợp     | 1    | 0   | 0    | 1       |
| Chèo thuyền         | 0    | 3   | 2    | 5       |
| Quần vợt            | 0    | 1   | 0    | 1       |
| Bóng đá             | 0    | 1   | 0    | 1       |
| Bóng ném            | 0    | 1   | 0    | 1       |
| Đấu vật             | 0    | 0   | 2    | 2       |
| Tổng số (16 đơn vị) | 18   | 33  | 36   | 87      |

| Môn thể thao            | Vàng | Bạc | Đồng | Tổng số |
| ----------------------- | ---- | --- | ---- | ------- |
| Trượt tuyết đổ đèo      | 34   | 39  | 41   | 114     |
| Trượt băng nghệ thuật   | 7    | 9   | 4    | 20      |
| Trượt tuyết nhảy xa     | 6    | 9   | 10   | 25      |
| Trượt băng nằm ngửa     | 5    | 7   | 7    | 19      |
| Hai môn phối hợp Bắc Âu | 3    | 2   | 8    | 13      |
| Trượt băng tốc độ       | 1    | 2   | 3    | 6       |
| Trượt tuyết băng đồng   | 1    | 2   | 2    | 5       |
| Xe trượt lòng máng      | 1    | 2   | 0    | 3       |
| Trượt ván trên tuyết    | 1    | 1   | 4    | 6       |
| Hai môn phối hợp        | 0    | 3   | 2    | 5       |
| Trượt tuyết tự do       | 0    | 1   | 0    | 1       |
| Trượt băng nằm sấp      | 0    | 1   | 0    | 1       |
| Tổng số (12 đơn vị)     | 59   | 78  | 81   | 218     |

## VĐV giành huy chương

### Thế vận hội Mùa hè
| Huy chương | Tên | Thế vận hội           | Môn thi đấu     | Nội dung                          |
| ---------- | --- | --------------------- | --------------- | --------------------------------- |
| Vàng       | Adolf Schmal | Athens 1896           | Xe đạp          | 12 tiếng                          |
| Vàng       | Paul Neumann | Athens 1896           | Bơi lội         | Bơi tự do 500 m                   |
| Bạc        | Otto Herschmann                                                                                                  | Athens 1896           | Bơi lội         | Bơi tự do 100 m                   |
| Đồng       | Adolf Schmal | Athens 1896           | Xe đạp          | Tính giờ                          |
| Đồng       | Adolf Schmal | Athens 1896           | Xe đạp          | 10 km                             |
| Bạc        | Otto Wahle | Paris 1900            | Bơi lội         | Bơi tự do 1000 m (nam)            |
| Bạc        | Karl Ruberl | Paris 1900            | Bơi lội         | Bơi ngửa 200 m (nam)              |
| Bạc        | Otto Wahle | Paris 1900            | Bơi lội         | Chướng ngại vật 200 m (nam)       |
| Đồng       | Siegfried Flesch                                                                                                 | Paris 1900            | Đấu kiếm        | Kiếm chém cá nhân (nam)           |
| Đồng       | Milan Neralić | Paris 1900            | Đấu kiếm        | Kiếm chém Master (nam)            |
| Đồng       | Karl Ruberl | Paris 1900            | Bơi lội         | Bơi tự do 200 m (nam)             |
| Đồng       | Otto Wahle | St. Louis 1904        | Bơi lội         | Bơi tự do 440 yard (nam)          |
| Đồng       | Otto Scheff | Luân Đôn 1908         | Bơi lội         | Bơi tự do 400 m (nam)             |
| Bạc        | Albert Bogen Rudolf Cvetko Friedrich Golling Otto Herschmann Andreas Suttner Reinhold Trampler Richard Verderber | Stockholm 1912        | Đấu kiếm        | Kiếm chém đồng đội (nam)          |
| Bạc        | Felix Pipes Arthur Zborzil                                                                                       | Stockholm 1912        | Quần vợt        | Đánh đôi ngoài trời (nam)         |
| Đồng       | Richard Verderber                                                                                                | Stockholm 1912        | Đấu kiếm        | Kiếm liễu cá nhân (nam)           |
| Đồng       | Margarete Adler Klara Milch Josephine Sticker Berta Zahourek                                                     | Stockholm 1912        | Bơi lội         | Bơi tự do 4 × 100 m tiếp sức (nữ) |
| Bạc        | Andreas Stadler                                                                                                  | Paris 1924            | Cử tạ           | Hạng cân 60 kg (nam)              |
| Bạc        | Anton Zwerina | Paris 1924            | Cử tạ           | Hạng cân 67.5 kg (nam)            |
| Bạc        | Franz Aigner | Paris 1924            | Cử tạ           | Hạng cân +82.5 kg (nam)           |
| Đồng       | Leopold Friedrich                                                                                                | Paris 1924            | Cử tạ           | Hạng cân 82.5 kg (nam)            |
| Vàng       | Franz Andrysek                                                                                                   | Amsterdam 1928        | Cử tạ           | Hạng cân 60 kg (nam)              |
| Vàng       | Hans Haas | Amsterdam 1928        | Cử tạ           | Hạng cân 67.5 kg (nam)            |
| Đồng       | Viktor Flessl Leo Losert                                                                                         | Amsterdam 1928        | Chèo thuyền     | Chèo đôi hai mái (nam)            |
| Vàng       | Ellen Preis | Los Angeles 1932      | Đấu kiếm        | Kiếm liễu cá nhân nữ              |
| Bạc        | Hans Haas | Los Angeles 1932      | Cử tạ           | Hạng cân 67.5 kg (nam)            |
| Đồng       | Karl Hipfinger                                                                                                   | Los Angeles 1932      | Cử tạ           | Hạng cân 75 kg (nam)              |
| Đồng       | Nickolaus Hirschl                                                                                                | Los Angeles 1932      | Đấu vật         | Hạng nặng tự do (nam)             |
| Đồng       | Nickolaus Hirschl                                                                                                | Los Angeles 1932      | Đấu vật         | Hạng nặng cổ điển (nam)           |
| Vàng       | Gregor Hradetzky                                                                                                 | Berlin 1936           | Canoeing        | 1000 m K-1 (nam)                  |
| Vàng       | Gregor Hradetzky                                                                                                 | Berlin 1936           | Canoeing        | 10000 m K-1 gập (nam)             |
| Vàng       | Alfons Dorfner Adolf Kainz                                                                                       | Berlin 1936           | Canoeing        | 1000 m K-2 (nam)                  |
| Vàng       | Robert Fein | Berlin 1936           | Cử tạ           | Hạng cân 67.5 kg (nam)            |
| Bạc        | Karl Proisl Rupert Weinstabl                                                                                     | Berlin 1936           | Canoeing        | 1000 m C-2 (nam)                  |
| Bạc        | Fritz Landertinger                                                                                               | Berlin 1936           | Canoeing        | 10000 m K-1 (nam)                 |
| Bạc        | Viktor Kalisch Karl Steinhuber                                                                                   | Berlin 1936           | Canoeing        | 10000 m K-2 (nam)                 |
| Bạc        | Tuyển bóng đá | Berlin 1936           | Bóng đá         | Vòng đấu nam                      |
| Bạc        | Tuyển bóng ném                                                                                                   | Berlin 1936           | Bóng ném        | Vòng đấu nam                      |
| Bạc        | Josef Hasenöhrl                                                                                                  | Berlin 1936           | Chèo thuyền     | Chèo đơn hai mái (nam)            |
| Đồng       | Karl Proisl Rupert Weinstabl                                                                                     | Berlin 1936           | Canoeing        | 10000 m C-2 (nam)                 |
| Đồng       | Alois Podhajsky                                                                                                  | Berlin 1936           | Đua ngựa        | Biểu diễn cá nhân                 |
| Đồng       | Ellen Preis | Berlin 1936           | Đấu kiếm        | Kiếm liễu cá nhân nữ              |
| Vàng       | Herma Bauma | Luân Đôn 1948         | Điền kinh       | Ném lao (nữ)                      |
| Đồng       | Ine Schäffer | Luân Đôn 1948         | Điền kinh       | Đẩy tạ (nữ)                       |
| Đồng       | Fritzi Schwingl                                                                                                  | Luân Đôn 1948         | Canoeing        | 500 m K-1 (nữ)                    |
| Đồng       | Ellen Mueller | Luân Đôn 1948         | Đấu kiếm        | Kiếm liễu cá nhân (nữ)            |
| Bạc        | Gertrude Liebhart                                                                                                | Helsinki 1952         | Canoeing        | 500 m K-1 (nữ)                    |
| Đồng       | Maximilian Raub Herbert Wiedermann                                                                               | Helsinki 1952         | Canoeing        | 1000 m K-2 (nam)                  |
| Đồng       | Maximilian Raub Herbert Wiedermann                                                                               | Melbourne 1956        | Canoeing        | 1000 m K-2 (nam)                  |
| Đồng       | Alfred Sageder Josef Kloimstein                                                                                  | Melbourne 1956        | Chèo thuyền     | Đôi nam không hoa tiêu            |
| Vàng       | Hubert Hammerer                                                                                                  | Roma 1960             | Bắn súng        | 300 m súng trường ba tư thế       |
| Bạc        | Alfred Sageder Josef Kloimstein                                                                                  | Roma 1960             | Chèo thuyền     | Đôi nam không hoa tiêu            |
| Bạc        | Hubert Raudaschl                                                                                                 | Thành phố México 1968 | Thuyền buồm     | Thuyền Phần Lan (nam)             |
| Bạc        | Liese Prokop | Thành phố México 1968 | Điền kinh       | Năm môn phối hợp (nữ)             |
| Đồng       | Eva Janko | Thành phố México 1968 | Điền kinh       | Ném lao (nữ)                      |
| Đồng       | Günther Pfaff Gerhard Seibold                                                                                    | Thành phố México 1968 | Canoeing        | 1000 m K-2 (nam)                  |
| Bạc        | Norbert Sattler                                                                                                  | München 1972          | Canoeing        | K-1 (nam)                         |
| Đồng       | Ilona Gusenbauer                                                                                                 | München 1972          | Điền kinh       | Nhảy cao (nữ)                     |
| Đồng       | Rudolf Dollinger                                                                                                 | München 1972          | Bắn súng        | 50 m súng ngắn                    |
| Đồng       | Rudolf Dollinger                                                                                                 | Montréal 1976         | Bắn súng        | 50 m súng ngắn                    |
| Vàng       | Elisabeth Theurer                                                                                                | Moskva 1980           | Đua ngựa        | Biểu diễn cá nhân                 |
| Bạc        | Wolfgang Mayrhofer                                                                                               | Moskva 1980           | Thuyền buồm     | Thuyền Phần Lan (nam)             |
| Bạc        | Hubert Raudaschl Karl Ferstl                                                                                     | Moskva 1980           | Thuyền buồm     | Thuyền Sao                        |
| Đồng       | Gerhard Petritsch                                                                                                | Moskva 1980           | Bắn súng        | 25 m súng ngắn bắn nhanh          |
| Vàng       | Peter Seisenbacher                                                                                               | Los Angeles 1984      | Judo            | Hạng trung (nam)                  |
| Bạc        | Andreas Kronthaler                                                                                               | Los Angeles 1984      | Bắn súng        | 10 m súng trường hơi (nam)        |
| Đồng       | Josef Reiter | Los Angeles 1984      | Judo            | Hạng bán nhẹ (nam)                |
| Vàng       | Peter Seisenbacher                                                                                               | Seoul 1988            | Judo            | Hạng trung (nam)                  |
| Bạc        | Thomas Frühmann Jörg Münzner Hugo Simon                                                                          | Barcelona 1992        | Đua ngựa        | Nhảy ngựa đồng đội                |
| Bạc        | Arnold Jonke Christoph Zerbst                                                                                    | Barcelona 1992        | Chèo thuyền     | Chèo đôi hai mái (nam)            |
| Bạc        | Wolfram Waibel                                                                                                   | Atlanta 1996          | Bắn súng        | 10 m súng trường hơi (nam)        |
| Đồng       | Theresia Kiesl                                                                                                   | Atlanta 1996          | Điền kinh       | 1500 m (nữ)                       |
| Đồng       | Wolfram Waibel                                                                                                   | Atlanta 1996          | Bắn súng        | 50 m súng trường ba tư thế (nam)  |
| Vàng       | Christoph Sieber                                                                                                 | Sydney 2000           | Thuyền buồm     | Thuyền Mistral (nam)              |
| Vàng       | Roman Hagara Hans-Peter Steinacher                                                                               | Sydney 2000           | Thuyền buồm     | Thuyền Bão Táp                    |
| Bạc        | Stephanie Graf                                                                                                   | Sydney 2000           | Điền kinh       | 800 m (nữ)                        |
| Vàng       | Roman Hagara Hans-Peter Steinacher                                                                               | Athens 2004           | Thuyền buồm     | Thuyền Bão Táp                    |
| Vàng       | Kate Allen | Athens 2004           | Ba môn phối hợp | Cá nhân (nữ)                      |
| Bạc        | Claudia Heill | Athens 2004           | Judo            | Hạng bán trung (nữ)               |
| Bạc        | Andreas Geritzer                                                                                                 | Athens 2004           | Thuyền buồm     | Thuyền Laser                      |
| Bạc        | Markus Rogan | Athens 2004           | Bơi lội         | 100 m bơi ngửa (nam)              |
| Bạc        | Markus Rogan | Athens 2004           | Bơi lội         | 200 m bơi ngửa (nam)              |
| Đồng       | Christian Planer                                                                                                 | Athens 2004           | Bắn súng        | 50 m súng trường ba tư thế nam    |
| Bạc        | Ludwig Paischer                                                                                                  | Bắc Kinh 2008         | Judo            | Hạng trên nhẹ nam                 |
| Đồng       | Violetta Oblinger-Peters                                                                                         | Bắc Kinh 2008         | Canoeing        | K-1 Dích dắc nữ                   |
| Đồng       | Mirna Jukić | Bắc Kinh 2008         | Bơi lội         | 100 m bơi ếch nữ                  |
| Đồng       | Thomas Zajac Tanja Frank                                                                                         | Rio de Janeiro 2016   | Thuyền buồm     | Nacra 17                          |

### Thế vận hội Mùa đông
| Huy chương | Tên                                                                                                  | Thế vận hội                 | Môn thi đấu             | Nội dung                              |
| ---------- | --- | --------------------------- | ----------------------- | ------------------------------------- |
| Vàng       | Herma Planck-Szabó                                                                                   | Chamonix 1924               | Trượt băng nghệ thuật   | Đơn nữ                                |
| Vàng       | Helene Engelmann Alfred Berger                                                                       | Chamonix 1924               | Trượt băng nghệ thuật   | Đôi                                   |
| Bạc        | Willy Böckl                                                                                          | Chamonix 1924               | Trượt băng nghệ thuật   | Đơn nam                               |
| Bạc        | Fritzi Burger                                                                                        | St. Moritz 1928             | Trượt băng nghệ thuật   | Đơn nữ                                |
| Bạc        | Willy Böckl                                                                                          | St. Moritz 1928             | Trượt băng nghệ thuật   | Đơn nam                               |
| Bạc        | Lilly Scholz Otto Kaiser                                                                             | St. Moritz 1928             | Trượt băng nghệ thuật   | Đôi                                   |
| Đồng       | Melitta Brunner Ludwig Wrede                                                                         | St. Moritz 1928             | Trượt băng nghệ thuật   | Đôi                                   |
| Vàng       | Karl Schäfer                                                                                         | Lake Placid 1932            | Trượt băng nghệ thuật   | Đơn nam                               |
| Bạc        | Fritzi Burger                                                                                        | Lake Placid 1932            | Trượt băng nghệ thuật   | Đơn nữ                                |
| Vàng       | Karl Schäfer                                                                                         | Garmisch-Partenkirchen 1936 | Trượt băng nghệ thuật   | Đơn nam                               |
| Bạc        | Ilse Pausin Erik Pausin                                                                              | Garmisch-Partenkirchen 1936 | Trượt băng nghệ thuật   | Đôi                                   |
| Đồng       | Felix Kaspar                                                                                         | Garmisch-Partenkirchen 1936 | Trượt băng nghệ thuật   | Đơn nam                               |
| Đồng       | Max Stiepl                                                                                           | Garmisch-Partenkirchen 1936 | Trượt băng tốc độ       | 10000m nam                            |
| Vàng       | Trude Jochum-Beiser                                                                                  | St. Moritz 1948             | Trượt tuyết đổ đèo      | Phối hợp (nữ)                         |
| Bạc        | Franz Gabl                                                                                           | St. Moritz 1948             | Trượt tuyết đổ đèo      | Đổ dốc nam                            |
| Bạc        | Trude Jochum-Beiser                                                                                  | St. Moritz 1948             | Trượt tuyết đổ đèo      | Đổ dốc nữ                             |
| Bạc        | Eva Pawlik                                                                                           | St. Moritz 1948             | Trượt băng nghệ thuật   | Đơn nữ                                |
| Đồng       | Erika Mahringer                                                                                      | St. Moritz 1948             | Trượt tuyết đổ đèo      | Phối hợp (nữ)                         |
| Đồng       | Resi Hammerer                                                                                        | St. Moritz 1948             | Trượt tuyết đổ đèo      | Đổ dốc (nữ)                           |
| Đồng       | Erika Mahringer                                                                                      | St. Moritz 1948             | Trượt tuyết đổ đèo      | Dích dắc nữ                           |
| Đồng       | Edi Rada                                                                                             | St. Moritz 1948             | Trượt băng nghệ thuật   | Đơn nam                               |
| Vàng       | Othmar Schneider                                                                                     | Oslo 1952                   | Trượt tuyết đổ đèo      | Dích dắc nam                          |
| Vàng       | Trude Beiser                                                                                         | Oslo 1952                   | Trượt tuyết đổ đèo      | Đổ dốc nữ                             |
| Bạc        | Othmar Schneider                                                                                     | Oslo 1952                   | Trượt tuyết đổ đèo      | Đổ dốc nam                            |
| Bạc        | Christian Pravda                                                                                     | Oslo 1952                   | Trượt tuyết đổ đèo      | Dích dắc lớn (nam)                    |
| Bạc        | Dagmar Rom                                                                                           | Oslo 1952                   | Trượt tuyết đổ đèo      | Dích dắc lớn (nữ)                     |
| Bạc        | Helmut Seibt                                                                                         | Oslo 1952                   | Trượt băng nghệ thuật   | Đơn nam                               |
| Đồng       | Christian Pravda                                                                                     | Oslo 1952                   | Trượt tuyết đổ đèo      | Đổ dốc nam                            |
| Đồng       | Toni Spiß                                                                                            | Oslo 1952                   | Trượt tuyết đổ đèo      | Dích dắc lớn (nam)                    |
| Vàng       | Toni Sailer                                                                                          | Cortina d'Ampezzo 1956      | Trượt tuyết đổ đèo      | Đổ dốc nam                            |
| Vàng       | Toni Sailer                                                                                          | Cortina d'Ampezzo 1956      | Trượt tuyết đổ đèo      | Dích dắc lớn (nam)                    |
| Vàng       | Toni Sailer                                                                                          | Cortina d'Ampezzo 1956      | Trượt tuyết đổ đèo      | Dích dắc nam                          |
| Vàng       | Sissy Schwarz Kurt Oppelt                                                                            | Cortina d'Ampezzo 1956      | Trượt băng nghệ thuật   | Đôi                                   |
| Bạc        | Anderl Molterer                                                                                      | Cortina d'Ampezzo 1956      | Trượt tuyết đổ đèo      | Dích dắc lớn (nam)                    |
| Bạc        | Putzi Frandl                                                                                         | Cortina d'Ampezzo 1956      | Trượt tuyết đổ đèo      | Dích dắc lớn (nữ)                     |
| Bạc        | Regina Schöpf                                                                                        | Cortina d'Ampezzo 1956      | Trượt tuyết đổ đèo      | Dích dắc nữ                           |
| Đồng       | Anderl Molterer                                                                                      | Cortina d'Ampezzo 1956      | Trượt tuyết đổ đèo      | Đổ dốc nam                            |
| Đồng       | Walter Schuster                                                                                      | Cortina d'Ampezzo 1956      | Trượt tuyết đổ đèo      | Dích dắc lớn (nam)                    |
| Đồng       | Thea Hochleitner                                                                                     | Cortina d'Ampezzo 1956      | Trượt tuyết đổ đèo      | Dích dắc lớn (nữ)                     |
| Đồng       | Ingrid Wendl                                                                                         | Cortina d'Ampezzo 1956      | Trượt băng nghệ thuật   | Đơn nữ                                |
| Vàng       | Ernst Hinterseer                                                                                     | Squaw Valley 1960           | Trượt tuyết đổ đèo      | Dích dắc nam                          |
| Bạc        | Pepi Stiegler                                                                                        | Squaw Valley 1960           | Trượt tuyết đổ đèo      | Dích dắc lớn (nam)                    |
| Bạc        | Hias Leitner                                                                                         | Squaw Valley 1960           | Trượt tuyết đổ đèo      | Dích dắc nam                          |
| Đồng       | Ernst Hinterseer                                                                                     | Squaw Valley 1960           | Trượt tuyết đổ đèo      | Dích dắc lớn (nam)                    |
| Đồng       | Traudl Hecher                                                                                        | Squaw Valley 1960           | Trượt tuyết đổ đèo      | Đổ dốc nữ                             |
| Đồng       | Otto Leodolter                                                                                       | Squaw Valley 1960           | Trượt tuyết nhảy xa     | Đồi thường (nam)                      |
| Vàng       | Egon Zimmermann                                                                                      | Innsbruck 1964              | Trượt tuyết đổ đèo      | Đổ dốc nam                            |
| Vàng       | Pepi Stiegler                                                                                        | Innsbruck 1964              | Trượt tuyết đổ đèo      | Dích dắc nam                          |
| Vàng       | Christl Haas                                                                                         | Innsbruck 1964              | Trượt tuyết đổ đèo      | Đổ dốc nữ                             |
| Vàng       | Josef Feistmantl Manfred Stengl                                                                      | Innsbruck 1964              | Trượt băng nằm ngửa     | Đôi                                   |
| Bạc        | Karl Schranz                                                                                         | Innsbruck 1964              | Trượt tuyết đổ đèo      | Dích dắc lớn (nam)                    |
| Bạc        | Edith Zimmermann                                                                                     | Innsbruck 1964              | Trượt tuyết đổ đèo      | Đổ dốc nữ                             |
| Bạc        | Erwin Thaler Adolf Koxeder Josef Nairz Reinhold Durnthaler                                           | Innsbruck 1964              | Xe trượt lòng máng      | Bốn người                             |
| Bạc        | Regine Heitzer                                                                                       | Innsbruck 1964              | Trượt băng nghệ thuật   | Đơn nữ                                |
| Bạc        | Reinhold Senn Helmut Thaler                                                                          | Innsbruck 1964              | Trượt băng nằm ngửa     | Đôi                                   |
| Đồng       | Pepi Stiegler                                                                                        | Innsbruck 1964              | Trượt tuyết đổ đèo      | Dích dắc lớn (nam)                    |
| Đồng       | Traudl Hecher                                                                                        | Innsbruck 1964              | Trượt tuyết đổ đèo      | Đổ dốc nữ                             |
| Đồng       | Leni Thurner                                                                                         | Innsbruck 1964              | Trượt băng nằm ngửa     | Đơn nữ                                |
| Vàng       | Olga Pall                                                                                            | Grenoble 1968               | Trượt tuyết đổ đèo      | Đổ dốc nữ                             |
| Vàng       | Wolfgang Schwarz                                                                                     | Grenoble 1968               | Trượt băng nghệ thuật   | Đơn nam                               |
| Vàng       | Manfred Schmid                                                                                       | Grenoble 1968               | Trượt băng nằm ngửa     | Đơn nam                               |
| Bạc        | Herbert Huber                                                                                        | Grenoble 1968               | Trượt tuyết đổ đèo      | Dích dắc nam                          |
| Bạc        | Erwin Thaler Reinhold Durnthaler Herbert Gruber Josef Eder                                           | Grenoble 1968               | Xe trượt lòng máng      | Bốn người                             |
| Bạc        | Manfred Schmid Ewald Walch                                                                           | Grenoble 1968               | Trượt băng nằm ngửa     | Đôi                                   |
| Bạc        | Reinhold Bachler                                                                                     | Grenoble 1968               | Trượt tuyết nhảy xa     | Đồi thường (nam)                      |
| Đồng       | Heini Meßner                                                                                         | Grenoble 1968               | Trượt tuyết đổ đèo      | Dích dắc lớn (nam)                    |
| Đồng       | Alfred Matt                                                                                          | Grenoble 1968               | Trượt tuyết đổ đèo      | Dích dắc nam                          |
| Đồng       | Christl Haas                                                                                         | Grenoble 1968               | Trượt tuyết đổ đèo      | Đổ dốc nữ                             |
| Đồng       | Baldur Preiml                                                                                        | Grenoble 1968               | Trượt tuyết nhảy xa     | Đồi thường (nam)                      |
| Vàng       | Beatrix Schuba                                                                                       | Sapporo 1972                | Trượt băng nghệ thuật   | Đơn nữ                                |
| Bạc        | Annemarie Moser-Pröll                                                                                | Sapporo 1972                | Trượt tuyết đổ đèo      | Đổ dốc nữ                             |
| Bạc        | Annemarie Moser-Pröll                                                                                | Sapporo 1972                | Trượt tuyết đổ đèo      | Dích dắc lớn nữ                       |
| Đồng       | Heinrich Messner                                                                                     | Sapporo 1972                | Trượt tuyết đổ đèo      | Đổ dốc nam                            |
| Đồng       | Wiltrud Drexel                                                                                       | Sapporo 1972                | Trượt tuyết đổ đèo      | Dích dắc lớn (nữ)                     |
| Vàng       | Franz Klammer                                                                                        | Innsbruck 1976              | Trượt tuyết đổ đèo      | Đổ dốc nam                            |
| Vàng       | Karl Schnabl                                                                                         | Innsbruck 1976              | Trượt tuyết nhảy xa     | Đồi rộng (nam)                        |
| Bạc        | Brigitte Totschnig                                                                                   | Innsbruck 1976              | Trượt tuyết đổ đèo      | Đổ dốc nữ                             |
| Bạc        | Anton Innauer                                                                                        | Innsbruck 1976              | Trượt tuyết nhảy xa     | Đồi rộng (nam)                        |
| Đồng       | Franz Schachner Rudolf Schmid                                                                        | Innsbruck 1976              | Trượt băng nằm ngửa     | Đôi                                   |
| Đồng       | Karl Schnabl                                                                                         | Innsbruck 1976              | Trượt tuyết nhảy xa     | Đồi thường (nam)                      |
| Vàng       | Leonhard Stock                                                                                       | Lake Placid 1980            | Trượt tuyết đổ đèo      | Đổ dốc nam                            |
| Vàng       | Annemarie Moser-Pröll                                                                                | Lake Placid 1980            | Trượt tuyết đổ đèo      | Đổ dốc nữ                             |
| Vàng       | Anton Innauer                                                                                        | Lake Placid 1980            | Trượt tuyết nhảy xa     | Đồi thường (nam)                      |
| Bạc        | Peter Wirnsberger                                                                                    | Lake Placid 1980            | Trượt tuyết đổ đèo      | Đổ dốc nam                            |
| Bạc        | Hubert Neuper                                                                                        | Lake Placid 1980            | Trượt tuyết nhảy xa     | Đồi rộng (nam)                        |
| Đồng       | Hans Enn                                                                                             | Lake Placid 1980            | Trượt tuyết đổ đèo      | Dích dắc lớn (nam)                    |
| Đồng       | Georg Fluckinger Karl Schrott                                                                        | Lake Placid 1980            | Trượt băng nằm ngửa     | Đôi                                   |
| Đồng       | Anton Steiner                                                                                        | Sarajevo 1984               | Trượt tuyết đổ đèo      | Đổ dốc nam                            |
| Vàng       | Hubert Strolz                                                                                        | Calgary 1988                | Trượt tuyết đổ đèo      | Phối hợp (nam)                        |
| Vàng       | Anita Wachter                                                                                        | Calgary 1988                | Trượt tuyết đổ đèo      | Phối hợp (nữ)                         |
| Vàng       | Sigrid Wolf                                                                                          | Calgary 1988                | Trượt tuyết đổ đèo      | Super G (nữ)                          |
| Bạc        | Bernhard Gstrein                                                                                     | Calgary 1988                | Trượt tuyết đổ đèo      | Phối hợp (nam)                        |
| Bạc        | Hubert Strolz                                                                                        | Calgary 1988                | Trượt tuyết đổ đèo      | Dích dắc lớn (nam)                    |
| Bạc        | Helmut Mayer                                                                                         | Calgary 1988                | Trượt tuyết đổ đèo      | Super G (nam)                         |
| Bạc        | Klaus Sulzenbacher                                                                                   | Calgary 1988                | Hai môn phối hợp Bắc Âu | Cá nhân (nam)                         |
| Bạc        | Michael Hadschieff                                                                                   | Calgary 1988                | Trượt băng tốc độ       | 10000m nam                            |
| Đồng       | Hansjörg Aschenwald Günther Csar Klaus Sulzenbacher                                                  | Calgary 1988                | Hai môn phối hợp Bắc Âu | Đồng đội nam                          |
| Đồng       | Michael Hadschieff                                                                                   | Calgary 1988                | Trượt băng tốc độ       | 1500m nam                             |
| Vàng       | Patrick Ortlieb                                                                                      | Albertville 1992            | Trượt tuyết đổ đèo      | Đổ dốc nam                            |
| Vàng       | Petra Kronberger                                                                                     | Albertville 1992            | Trượt tuyết đổ đèo      | Phối hợp (nữ)                         |
| Vàng       | Petra Kronberger                                                                                     | Albertville 1992            | Trượt tuyết đổ đèo      | Dích dắc nữ                           |
| Vàng       | Ingo Appelt Harald Winkler Gerhard Haidacher Thomas Schroll                                          | Albertville 1992            | Xe trượt lòng máng      | Bốn người                             |
| Vàng       | Doris Neuner                                                                                         | Albertville 1992            | Trượt băng nằm ngửa     | Đơn nữ                                |
| Vàng       | Ernst Vettori                                                                                        | Albertville 1992            | Trượt tuyết nhảy xa     | Đồi thường (nam)                      |
| Bạc        | Anita Wachter                                                                                        | Albertville 1992            | Trượt tuyết đổ đèo      | Phối hợp (nữ)                         |
| Bạc        | Anita Wachter                                                                                        | Albertville 1992            | Trượt tuyết đổ đèo      | Dích dắc lớn (nữ)                     |
| Bạc        | Markus Prock                                                                                         | Albertville 1992            | Trượt băng nằm ngửa     | Đơn nam                               |
| Bạc        | Angelika Neuner                                                                                      | Albertville 1992            | Trượt băng nằm ngửa     | Đơn nữ                                |
| Bạc        | Martin Höllwarth                                                                                     | Albertville 1992            | Trượt tuyết nhảy xa     | Đồi thường (nam)                      |
| Bạc        | Martin Höllwarth                                                                                     | Albertville 1992            | Trượt tuyết nhảy xa     | Đồi rộng (nam)                        |
| Bạc        | Heinz Kuttin Ernst Vettori Martin Höllwarth Andreas Felder                                           | Albertville 1992            | Trượt tuyết nhảy xa     | Đồi rộng đồng đội (nam)               |
| Đồng       | Günther Mader                                                                                        | Albertville 1992            | Trượt tuyết đổ đèo      | Đổ dốc nam                            |
| Đồng       | Michael Tritscher                                                                                    | Albertville 1992            | Trượt tuyết đổ đèo      | Dích dắc nam                          |
| Đồng       | Veronika Stallmaier                                                                                  | Albertville 1992            | Trượt tuyết đổ đèo      | Đổ dốc nữ                             |
| Đồng       | Markus Schmidt                                                                                       | Albertville 1992            | Trượt băng nằm ngửa     | Đơn nam                               |
| Đồng       | Klaus Sulzenbacher                                                                                   | Albertville 1992            | Hai môn phối hợp Bắc Âu | Cá nhân (nam)                         |
| Đồng       | Klaus Ofner Stefan Kreiner Klaus Sulzenbacher                                                        | Albertville 1992            | Hai môn phối hợp Bắc Âu | Đồng đội nam                          |
| Đồng       | Heinz Kuttin                                                                                         | Albertville 1992            | Trượt tuyết nhảy xa     | Đồi rộng (nam)                        |
| Đồng       | Emese Hunyady                                                                                        | Albertville 1992            | Trượt băng tốc độ       | 3000m nữ                              |
| Vàng       | Thomas Stangassinger                                                                                 | Lillehammer 1994            | Trượt tuyết đổ đèo      | Dích dắc nam                          |
| Vàng       | Emese Hunyady                                                                                        | Lillehammer 1994            | Trượt băng tốc độ       | 1500m nữ                              |
| Bạc        | Elfi Eder                                                                                            | Lillehammer 1994            | Trượt tuyết đổ đèo      | Dích dắc nữ                           |
| Bạc        | Markus Prock                                                                                         | Lillehammer 1994            | Trượt băng nằm ngửa     | Đơn nam                               |
| Bạc        | Emese Hunyady                                                                                        | Lillehammer 1994            | Trượt băng tốc độ       | 3000m nữ                              |
| Đồng       | Christian Mayer                                                                                      | Lillehammer 1994            | Trượt tuyết đổ đèo      | Dích dắc lớn (nam)                    |
| Đồng       | Andrea Tagwerker                                                                                     | Lillehammer 1994            | Trượt băng nằm ngửa     | Đơn nữ                                |
| Đồng       | Andreas Goldberger                                                                                   | Lillehammer 1994            | Trượt tuyết nhảy xa     | Đồi rộng (nam)                        |
| Đồng       | Heinz Kuttin Christian Moser Stefan Horngacher Andreas Goldberger                                    | Lillehammer 1994            | Trượt tuyết nhảy xa     | Đồi rộng đồng đội (nam)               |
| Vàng       | Mario Reiter                                                                                         | Nagano 1998                 | Trượt tuyết đổ đèo      | Phối hợp (nam)                        |
| Vàng       | Hermann Maier                                                                                        | Nagano 1998                 | Trượt tuyết đổ đèo      | Dích dắc lớn (nam)                    |
| Vàng       | Hermann Maier                                                                                        | Nagano 1998                 | Trượt tuyết đổ đèo      | Super-G (nam)                         |
| Bạc        | Stephan Eberharter                                                                                   | Nagano 1998                 | Trượt tuyết đổ đèo      | Dích dắc lớn (nam0                    |
| Bạc        | Hans Knauss                                                                                          | Nagano 1998                 | Trượt tuyết đổ đèo      | Super-G (nam)                         |
| Bạc        | Alexandra Meissnitzer                                                                                | Nagano 1998                 | Trượt tuyết đổ đèo      | Dích dắc lớn (nữ)                     |
| Bạc        | Michaela Dorfmeister                                                                                 | Nagano 1998                 | Trượt tuyết đổ đèo      | Super-G (nữ)                          |
| Bạc        | Markus Gandler                                                                                       | Nagano 1998                 | Trượt tuyết băng đồng   | 10 km đuổi bắt (nam)                  |
| Đồng       | Christian Mayer                                                                                      | Nagano 1998                 | Trượt tuyết đổ đèo      | Phối hợp (nam)                        |
| Đồng       | Hannes Trinkl                                                                                        | Nagano 1998                 | Trượt tuyết đổ đèo      | Đổ dốc nam                            |
| Đồng       | Thomas Sykora                                                                                        | Nagano 1998                 | Trượt tuyết đổ đèo      | Dích dắc nam                          |
| Đồng       | Alexandra Meissnitzer                                                                                | Nagano 1998                 | Trượt tuyết đổ đèo      | Super-G (nữ)                          |
| Đồng       | Christian Hoffmann                                                                                   | Nagano 1998                 | Trượt tuyết băng đồng   | 50 km tự do (nam)                     |
| Đồng       | Angelika Neuner                                                                                      | Nagano 1998                 | Trượt băng nằm ngửa     | Đơn nữ                                |
| Đồng       | Andreas Widhölzl                                                                                     | Nagano 1998                 | Trượt tuyết nhảy xa     | Đồi thường (nam)                      |
| Đồng       | Reinhard Schwarzenberger Martin Höllwarth Stefan Horngacher Andreas Widhölzl                         | Nagano 1998                 | Trượt tuyết nhảy xa     | Đồi rộng đồng đội (nam)               |
| Đồng       | Brigitte Köck                                                                                        | Nagano 1998                 | Trượt ván trên tuyết    | Dích dắc lớn (nữ)                     |
| Vàng       | Fritz Strobl                                                                                         | Thành phố Salt Lake 2002    | Trượt tuyết đổ đèo      | Đổ dốc nam                            |
| Vàng       | Stephan Eberharter                                                                                   | Thành phố Salt Lake 2002    | Trượt tuyết đổ đèo      | Dích dắc lớn (nam)                    |
| Vàng       | Christian Hoffmann                                                                                   | Thành phố Salt Lake 2002    | Trượt tuyết băng đồng   | 30 km tự do xuất phát đồng loạt (nam) |
| Bạc        | Stephan Eberharter                                                                                   | Thành phố Salt Lake 2002    | Trượt tuyết đổ đèo      | Super-G (nam)                         |
| Bạc        | Renate Götschl                                                                                       | Thành phố Salt Lake 2002    | Trượt tuyết đổ đèo      | Phối hợp (nữ)                         |
| Bạc        | Mikhail Botvinov                                                                                     | Thành phố Salt Lake 2002    | Trượt tuyết băng đồng   | 30 km tự do xuất phát đồng loạt (nam) |
| Bạc        | Martin Rettl                                                                                         | Thành phố Salt Lake 2002    | Trượt băng nằm sấp      | Nam                                   |
| Đồng       | Benjamin Raich                                                                                       | Thành phố Salt Lake 2002    | Trượt tuyết đổ đèo      | Phối hợp (nam)                        |
| Đồng       | Stephan Eberharter                                                                                   | Thành phố Salt Lake 2002    | Trượt tuyết đổ đèo      | Đổ dốc nam                            |
| Đồng       | Benjamin Raich                                                                                       | Thành phố Salt Lake 2002    | Trượt tuyết đổ đèo      | Dích dắc nam                          |
| Đồng       | Andreas Schifferer                                                                                   | Thành phố Salt Lake 2002    | Trượt tuyết đổ đèo      | Super-G (nam)                         |
| Đồng       | Renate Götschl                                                                                       | Thành phố Salt Lake 2002    | Trượt tuyết đổ đèo      | Đổ dốc nữ                             |
| Đồng       | Wolfgang Perner                                                                                      | Thành phố Salt Lake 2002    | Hai môn phối hợp        | 10 km nước rút (nam)                  |
| Đồng       | Markus Prock                                                                                         | Thành phố Salt Lake 2002    | Trượt băng nằm ngửa     | Đơn nam                               |
| Đồng       | Felix Gottwald                                                                                       | Thành phố Salt Lake 2002    | Hai môn phối hợp Bắc Âu | Cá nhân (nam)                         |
| Đồng       | Felix Gottwald                                                                                       | Thành phố Salt Lake 2002    | Hai môn phối hợp Bắc Âu | Nước rút (nam)                        |
| Đồng       | Christoph Bieler Michael Gruber Mario Stecher Felix Gottwald                                         | Thành phố Salt Lake 2002    | Hai môn phối hợp Bắc Âu | Đồng đội nam                          |
| Vàng       | Benjamin Raich                                                                                       | Torino 2006                 | Trượt tuyết đổ đèo      | Dích dắc lớn (nam)                    |
| Vàng       | Benjamin Raich                                                                                       | Torino 2006                 | Trượt tuyết đổ đèo      | Dích dắc nam                          |
| Vàng       | Michaela Dorfmeister                                                                                 | Torino 2006                 | Trượt tuyết đổ đèo      | Đổ dốc nữ                             |
| Vàng       | Michaela Dorfmeister                                                                                 | Torino 2006                 | Trượt tuyết đổ đèo      | Super-G (nữ)                          |
| Vàng       | Andreas Linger Wolfgang Linger                                                                       | Torino 2006                 | Trượt băng nằm ngửa     | Đôi                                   |
| Vàng       | Felix Gottwald                                                                                       | Torino 2006                 | Hai môn phối hợp Bắc Âu | Nước rút (nam)                        |
| Vàng       | Christoph Bieler Felix Gottwald Michael Gruber Mario Stecher                                         | Torino 2006                 | Hai môn phối hợp Bắc Âu | Đồng đội nam                          |
| Vàng       | Thomas Morgenstern                                                                                   | Torino 2006                 | Trượt tuyết nhảy xa     | Đồi rộng (nam)                        |
| Vàng       | Andreas Kofler Martin Koch Thomas Morgenstern Andreas Widhölzl                                       | Torino 2006                 | Trượt tuyết nhảy xa     | Đồi rộng đồng đội (nam)               |
| Bạc        | Michael Walchhofer                                                                                   | Torino 2006                 | Trượt tuyết đổ đèo      | Đổ dốc nam                            |
| Bạc        | Reinfried Herbst                                                                                     | Torino 2006                 | Trượt tuyết đổ đèo      | Dích dắc nam                          |
| Bạc        | Hermann Maier                                                                                        | Torino 2006                 | Trượt tuyết đổ đèo      | Super-G (nam)                         |
| Bạc        | Marlies Schild                                                                                       | Torino 2006                 | Trượt tuyết đổ đèo      | Phối hợp (nữ)                         |
| Bạc        | Nicole Hosp                                                                                          | Torino 2006                 | Trượt tuyết đổ đèo      | Dích dắc (nữ)                         |
| Bạc        | Felix Gottwald                                                                                       | Torino 2006                 | Hai môn phối hợp Bắc Âu | Cá nhân (nam)                         |
| Bạc        | Andreas Kofler                                                                                       | Torino 2006                 | Trượt tuyết nhảy xa     | Đồi rộng (nam)                        |
| Đồng       | Rainer Schönfelder                                                                                   | Torino 2006                 | Trượt tuyết đổ đèo      | Phối hợp (nam)                        |
| Đồng       | Hermann Maier                                                                                        | Torino 2006                 | Trượt tuyết đổ đèo      | Dích dắc lớn (nam)                    |
| Đồng       | Rainer Schönfelder                                                                                   | Torino 2006                 | Trượt tuyết đổ đèo      | Dích dắc nam                          |
| Đồng       | Marlies Schild                                                                                       | Torino 2006                 | Trượt tuyết đổ đèo      | Dích dắc nữ                           |
| Đồng       | Alexandra Meissnitzer                                                                                | Torino 2006                 | Trượt tuyết đổ đèo      | Super-G (nữ)                          |
| Đồng       | Mikhail Botvinov                                                                                     | Torino 2006                 | Trượt tuyết băng đồng   | 50 km tự do (nam)                     |
| Đồng       | Siegfried Grabner                                                                                    | Torino 2006                 | Trượt ván trên tuyết    | Dích dắc lớn song song (nam)          |
| Vàng       | Andrea Fischbacher                                                                                   | Vancouver 2010              | Trượt tuyết đổ đèo      | Super-G (nữ)                          |
| Vàng       | Andreas Linger Wolfgang Linger                                                                       | Vancouver 2010              | Trượt băng nằm ngửa     | Đôi                                   |
| Vàng       | Bernhard Gruber David Kreiner Felix Gottwald Mario Stecher                                           | Vancouver 2010              | Hai môn phối hợp Bắc Âu | Đồi rộng đồng đội/4 x 5 km            |
| Vàng       | Wolfgang Loitzl Andreas Kofler Thomas Morgenstern Gregor Schlierenzauer                              | Vancouver 2010              | Trượt tuyết nhảy xa     | Đồi rộng đồng đội                     |
| Bạc        | Marlies Schild                                                                                       | Vancouver 2010              | Trượt tuyết đổ đèo      | Dích dắc nữ                           |
| Bạc        | Christoph Sumann                                                                                     | Vancouver 2010              | Hai môn phối hợp        | Đuổi bắt (nam)                        |
| Bạc        | Simon Eder Daniel Mesotitsch Dominik Landertinger Christoph Sumann                                   | Vancouver 2010              | Hai môn phối hợp        | Tiếp sức (nam)                        |
| Bạc        | Andreas Matt                                                                                         | Vancouver 2010              | Trượt tuyết tự do       | Địa hình tốc độ (nam)                 |
| Bạc        | Nina Reithmayer                                                                                      | Vancouver 2010              | Trượt băng nằm ngửa     |                                       |
| Bạc        | Benjamin Karl                                                                                        | Vancouver 2010              | Trượt ván trên tuyết    | Dích dắc lớn song song (nam)          |
| Đồng       | Elisabeth Görgl                                                                                      | Vancouver 2010              | Trượt tuyết đổ đèo      | Đổ dốc nữ                             |
| Đồng       | Elisabeth Görgl                                                                                      | Vancouver 2010              | Trượt tuyết đổ đèo      | Dích dắc lớn (nữ)                     |
| Đồng       | Bernhard Gruber                                                                                      | Vancouver 2010              | Hai môn phối hợp Bắc Âu | Đồi rộng cá nhân/10 km                |
| Đồng       | Gregor Schlierenzauer                                                                                | Vancouver 2010              | Trượt tuyết nhảy xa     | Đồi rộng                              |
| Đồng       | Gregor Schlierenzauer                                                                                | Vancouver 2010              | Trượt tuyết nhảy xa     | Đồi thường                            |
| Đồng       | Marion Kreiner                                                                                       | Vancouver 2010              | Trượt ván trên tuyết    | Dích dắc lớn song song (nữ)           |
| Vàng       | Matthias Mayer                                                                                       | Sochi 2014                  | Trượt tuyết đổ đèo      | Đổ dốc nam                            |
| Vàng       | Mario Matt                                                                                           | Sochi 2014                  | Trượt tuyết đổ đèo      | Dích dắc nam                          |
| Vàng       | Anna Fenninger                                                                                       | Sochi 2014                  | Trượt tuyết đổ đèo      | Super-G (nữ)                          |
| Vàng       | Julia Dujmovits                                                                                      | Sochi 2014                  | Trượt ván trên tuyết    | Dích dắc song song (nữ)               |
| Bạc        | Marcel Hirscher                                                                                      | Sochi 2014                  | Trượt tuyết đổ đèo      | Dích dắc nam                          |
| Bạc        | Nicole Hosp                                                                                          | Sochi 2014                  | Trượt tuyết đổ đèo      | Phối hợp (nữ)                         |
| Bạc        | Anna Fenninger                                                                                       | Sochi 2014                  | Trượt tuyết đổ đèo      | Dích dắc lớn (nữ)                     |
| Bạc        | Marlies Schild                                                                                       | Sochi 2014                  | Trượt tuyết đổ đèo      | Dích dắc nữ                           |
| Bạc        | Dominik Landertinger                                                                                 | Sochi 2014                  | Hai môn phối hợp        | Nước rút (nam)                        |
| Bạc        | Andreas Linger Wolfgang Linger                                                                       | Sochi 2014                  | Trượt băng nằm ngửa     | Đôi                                   |
| Bạc        | Thomas Diethart Michael Hayböck Thomas Morgenstern Gregor Schlierenzauer                             | Sochi 2014                  | Trượt tuyết nhảy xa     | Đồi rộng đồng đội                     |
| Bạc        | Daniela Iraschko-Stolz                                                                               | Sochi 2014                  | Trượt tuyết nhảy xa     | Đồi thường cá nhân (nữ)               |
| Đồng       | Nicole Hosp                                                                                          | Sochi 2014                  | Trượt tuyết đổ đèo      | Super-G (nữ)                          |
| Đồng       | Kathrin Zettel                                                                                       | Sochi 2014                  | Trượt tuyết đổ đèo      | Dích dắc (nữ)                         |
| Đồng       | Christoph Sumann Daniel Mesotitsch Simon Eder Dominik Landertinger                                   | Sochi 2014                  | Hai môn phối hợp        | Tiếp sức (nam)                        |
| Đồng       | Christoph Bieler Bernhard Gruber Lukas Klapfer Mario Stecher                                         | Sochi 2014                  | Hai môn phối hợp Bắc Âu | Đồi rộng đồng đội/4 x 5 km            |
| Đồng       | Benjamin Karl                                                                                        | Sochi 2014                  | Trượt ván trên tuyết    | Dích dắc song song (nam)              |
| Vàng       | David Gleirscher                                                                                     | Pyeongchang 2018            | Trượt băng nằm ngửa     | Đơn nam                               |
| Vàng       | Marcel Hirscher                                                                                      | Pyeongchang 2018            | Trượt tuyết đổ đèo      | Phối hợp (nam)                        |
| Vàng       | Matthias Mayer                                                                                       | Pyeongchang 2018            | Trượt tuyết đổ đèo      | Super–G (nam)                         |
| Vàng       | Marcel Hirscher                                                                                      | Pyeongchang 2018            | Trượt tuyết đổ đèo      | Dích dắc lớn (nam)                    |
| Vàng       | Anna Gasser                                                                                          | Pyeongchang 2018            | Trượt ván trên tuyết    | Không trung (nữ)                      |
| Bạc        | Peter Penz Georg Fischler                                                                            | Pyeongchang 2018            | Trượt băng nằm ngửa     | Đôi nam                               |
| Bạc        | Anna Veith                                                                                           | Pyeongchang 2018            | Trượt tuyết đổ đèo      | Super–G (nữ)                          |
| Bạc        | Manuel Feller Michael Matt Marco Schwarz Stephanie Brunner Katharina Gallhuber Katharina Liensberger | Pyeongchang 2018            | Trượt tuyết đổ đèo      | Hỗn hợp đồng đội                      |
| Đồng       | Lukas Klapfer                                                                                        | Pyeongchang 2018            | Hai môn phối hợp Bắc Âu | Đồi thường cá nhân/10 km              |
| Đồng       | Dominik Landertinger                                                                                 | Pyeongchang 2018            | Hai môn phối hợp        | Cá nhân (nam)                         |
| Đồng       | Madeleine Egle David Gleirscher Peter Penz Georg Fischler                                            | Pyeongchang 2018            | Trượt băng nằm ngửa     | Tiếp sức đồng đội                     |
| Đồng       | Katharina Gallhuber                                                                                  | Pyeongchang 2018            | Trượt tuyết đổ đèo      | Dích dắc nữ                           |
| Đồng       | Michael Matt                                                                                         | Pyeongchang 2018            | Trượt tuyết đổ đèo      | Dích dắc nam                          |
| Đồng       | Wilhelm Denifl Bernhard Gruber Lukas Klapfer Mario Seidl                                             | Pyeongchang 2018            | Hai môn phối hợp Bắc Âu | Đồi rộng đồng đội/4 x 5 km            |